# Барокови къщи (Ловеч)
„Барокови къщи“ е комплекс от къщи в западната част на централната улица „Търговска“ на Ловеч. Изградени са в стил барок.
Започват да се изграждат след освобождението на града от османско владичество. Първата къща в стил барок е построена от ловешкия търговец Петър Златев. Отличава се с еркери, кулички на покрива, сводове и капители.
В този стил през 1920-те и 1930-те години са построени и съседни къщи на север – на Минко Бакърджията, Марийка Сълито, Петко Бакърджиев и Иван Касабов. Образуват своеобразния Бароков архитектурен ансамбъл. Освен жилищни къщите са и със занаятчийско, търговско и хотелско предназначение.
На 1 май 1974 г. къщата на Петър Златев изгаря при пожар, причинен от невнимание. Градският народен съвет взема решение за събаряне на амортизираните барокови къщи и тяхното възстановяване в същия стил. Строителството е осъществено в периода 1985-1988 г. Запазено е и функционалното предназначение на сградите.
Бароковите къщи имат пешеходна и автомобилна връзка с квартал Вароша и от там с паметника на Васил Левски, алея „Баш бунар“, парк „Стратеш“.